# Bølarenen

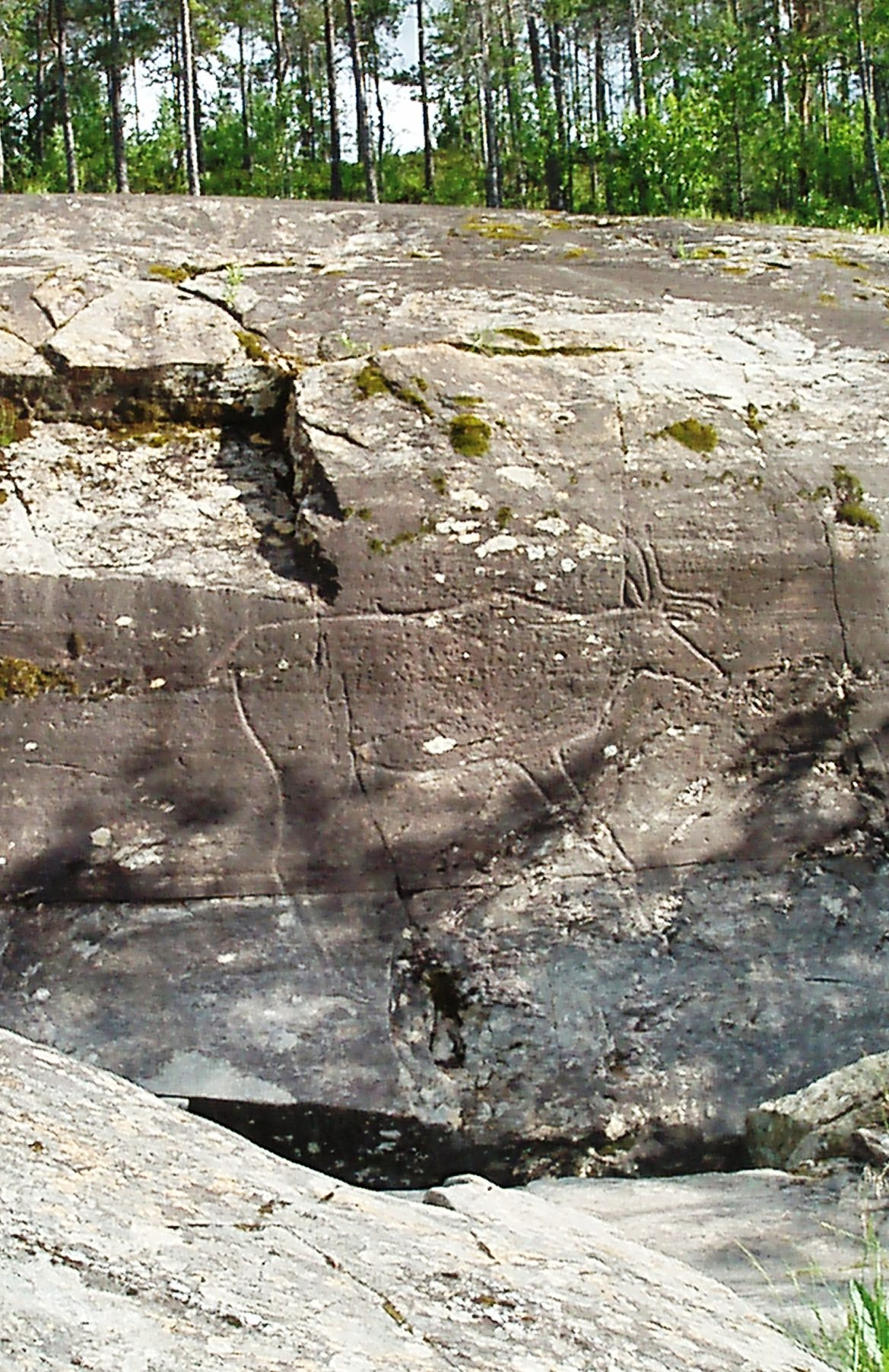
Bølarenen.

Bølarenen (norska: Bølareinen) är ett 6 000 år gammalt hällristningsfält i Steinkjers kommun i Nord-Trøndelag fylke i Norge, några hundra meter ovanför sjön Snåsavatnets södra strand.
Av fältets figurer är den största, Bølarenen, en ren i naturlig storlek, bäst bevarad. Renen, som är 180 centimeter lång och 136 centimeter hög, upptäcktes 1842 av bonden Benjamin Vikran. De övriga ristningarna är en björn, en älg och låret av ett fjärde djur. 2001 upptäcktes ytterligare en ristning, Bølamannen, som föreställer en skidlöpare, omkring 40 meter nedanför renen.